# 道南ブロックリーグ
道南ブロックリーグ（どうなんブロックリーグ）は、北海道西南部で行われるサッカーリーグである。

## 概要&レギュレーション
北海道サッカーリーグの下部にあたるブロックリーグの一つである（他の都府県における都道府県リーグに相当する）。
以下の地区協会のクラブチームが参加する。
- 函館地区サッカー協会 - 渡島・檜山管内
  - 地区リーグ - 函館社会人サッカーリーグ（3部制）
- 室蘭地区サッカー協会 - 胆振管内西部（登別市以西）
  - 地区リーグ - 室蘭社会人サッカーリーグ（1部制）
- 苫小牧地区サッカー協会 - 胆振管内東部（白老郡以東）・日高管内
  - 地区リーグ - 苫小牧社会人サッカーリーグ（2部制）

### 方式
各地区から2チームずつの計6チームが参加し、2回戦総当たりで行う。試合時間は90分。

### 昇格
優勝チームはブロックリーグ決勝大会の参加権を得る。同大会で定められた成績を収めると北海道サッカーリーグ昇格となる。

### 降格
2011年以降のレギュレーションは以下の通り。
- 各地区（函館・室蘭・苫小牧）の下位のチームは、それぞれの地区リーグ優勝チームと入替戦を行う。
- ブロックリーグ優勝チームが北海道リーグに昇格した場合、そのチームと同じ地区の地区リーグ優勝チームが自動昇格。
- 北海道リーグからブロックリーグへの降格があった場合は、その降格チームと同じ地区の下位チームが自動降格。

2010年以前は、各地区で下位のチームが5位以下であった場合は自動降格とし、その場合自動降格したチームと同じ地区の地区リーグ優勝チームが自動昇格していた。
当リーグで優勝したチームであっても、そのチームと同地区のチームが北海道リーグから降格する場合は、自動残留できない可能性がある。例として2014年は、道南ブロックリーグで優勝したトヨタ自動車北海道（苫小牧地区）がブロックリーグ決勝大会Bブロック2位に終わり昇格ならず、更に同地区の駒澤OB・FCが北海道リーグから降格したことでそのままブロックリーグ残留ともならず、苫小牧地区リーグ1位のASCとの入替戦に回ることになった。

## 参加クラブ（2025年）
| チーム                       | 地区   | 前年度成績  | 備考               |
| ---------------------------- | ------ | ----------- | ------------------ |
| トヨタ自動車北海道サッカー部 | 苫小牧 | 2位         |                    |
| 函館市役所サッカー部         | 函館   | 3位         |                    |
| VAIN FC伊達                  | 室蘭   | 4位         |                    |
| 苫小牧市役所サッカー部       | 苫小牧 | 5位         | 残留（入替戦勝利） |
| FC函館ナチャーロ             | 函館   | 函館1部優勝 | 自動昇格           |
| R・O・F                      | 室蘭   | 室蘭1部優勝 | 自動昇格           |

## 年度別成績
- 太字 ：北海道リーグ昇格
- ：地区リーグ降格・活動休止

| 年度 | 1位                                     | 2位                                     | 3位                    | 4位                    | 5位                    | 6位                    | 出典            |
| ---- | --------------------------------------- | --------------------------------------- | ---------------------- | ---------------------- | ---------------------- | ---------------------- | --------------- |
| 2003 | 渡部工業リバーサイドFC                  | 新日鐵室蘭                              | JSW室蘭                | 駒澤OB・FC             | 函館市役所             |                        |                 |
| 2004 | 渡部工業リバーサイドFC                  | 新日鐵室蘭                              | 函館市役所             | シンドウFC             | 様似SC                 | JSW室蘭                | [ 7 ]           |
| 2005 | 新日鐵室蘭                              | 渡部工業リバーサイドFC                  | シンドウFC             | 函館市役所             | JSW室蘭                | 様似SC                 | [ 8 ]           |
| 2006 | シンドウFC                              | 新日鐵室蘭                              | 渡部工業リバーサイドFC | 函館市役所             | 様似SC                 | JSW室蘭                | [ 9 ]           |
| 2007 | 新日鐵室蘭                              | 駒澤OB・FC                              | シンドウDENKI FC       | ブラックペッカークリオ | フェニックス           | 渡部工業リバーサイドFC | [ 10 ]          |
| 2008 | 新日鐵室蘭                              | シンドウDENKI FC                        | 駒澤OB・FC             | ASC                    | VAIN FC伊達            | ブラックペッカークリオ | [ 11 ]          |
| 2009 | ブラックペッカー函館FC                  | 新日鐵室蘭                              | シンドウDENKI FC       | 駒澤OB・FC             | ENEOS Coala FC         | 渡部工業リバーサイドFC | [ 12 ]          |
| 2010 | 駒澤OB・FC                              | トヨタ自動車北海道                      | 新日鐵室蘭             | シンドウDENKI FC       | 函館ジュニアFC         | 志保FC                 | [ 13 ]          |
| 2011 | トヨタ自動車北海道                      | 新日鐵室蘭                              | シンドウDENKI FC       | ENEOS Coala FC         | FC MOJA                | 苫小牧港開発           | [ 14 ]          |
| 2012 | ブラックペッカー函館FC                  | 新日鐵室蘭                              | シンドウDENKI FC       | 浦河FC                 | VAIN FC伊達            | 苫小牧港開発           | [ 15 ]          |
| 2013 | 駒澤OB・FC                              | ブラックペッカー函館FC                  | シンドウDENKI FC       | VAIN FC伊達            | 浦河FC                 | ENEOS Coala FC         | [ 16 ]          |
| 2014 | トヨタ自動車北海道                      | ブラックペッカー函館FC                  | シンドウDENKI FC       | 浦河FC                 | ENEOS Coala FC         | VAIN FC伊達            | [ 17 ]          |
| 2015 | トヨタ自動車北海道                      | 駒澤OB・FC                              | シンドウDENKI FC       | ENEOS Coala FC         | ブラックペッカー函館FC | VAIN FC伊達            | [ 18 ]          |
| 2016 | 新日鐵住金室蘭                          | シンドウDENKI FC                        | 浦河FC                 | トヨタ自動車北海道     | R・O・F                | ブラックペッカー函館FC | [ 19 ]          |
| 2017 | トヨタ自動車北海道                      | 函館市役所                              | ENEOS Coala FC         | シンドウDENKI FC       | 浦河FC                 | R・O・F                | [ 20 ]          |
| 2018 | シンドウDENKI FC                        | 函館市役所                              | ENEOS Coala FC         | 浦河FC                 | ASC北海道              | VAIN FC伊達            | [ 21 ]          |
| 2019 | R・O・F                                 | ASC北海道                               | 函館市役所             | シンドウDENKI FC       | 浦河FC                 | VAIN FC伊達            | [ 22 ]          |
| 2020 | VAIN FC伊達                             | シンドウDENKI FC                        | トヨタ自動車北海道     | 函館市役所             | R・O・F                | ASC北海道              | [ 23 ]          |
| 2021 | 函館市役所 / ASC北海道 （両チーム優勝） | 函館市役所 / ASC北海道 （両チーム優勝） | トヨタ自動車北海道     | R・O・F                | シンドウDENKI FC       | VAIN FC伊達            | [ 24 ] [ 注 1 ] |
| 2022 | 函館市役所                              | トヨタ自動車北海道                      | VAIN FC伊達            | FC函館ナチャーロ       | R・O・F                | 串と肴まる人           | [ 25 ]          |
| 2023 | ASC北海道                               | VAIN FC伊達                             | 日本製鉄室蘭           | 函館市役所             | トヨタ自動車北海道     | FC函館ナチャーロ       | [ 26 ]          |
| 2024 | 日本製鉄室蘭                            | トヨタ自動車北海道                      | 函館市役所             | VAIN FC伊達            | 苫小牧市役所           | シンドウDENKI.FC       | [ 27 ]          |

## 過去の参加クラブ
函館地区
- シンドウDENKI.FC（2004年 - 2021年、2024年）
- ブラックペッカー函館クリオ1982（現：クリオFC函館）（2007年 - 2008年）
- ブラックペッカー函館FC（2009年、2012年 - 2016年）
- 函館ジュニアFC（2010年）
- FC.MOJA（2011年）

室蘭地区
- 日本製鉄室蘭サッカー部（2003年 - 2012年、2016年、2023年 - 2024年） - 北海道リーグ所属
- JSW室蘭（2003年 - 2006年）
- フェニックス（2007年）
- ENEOS・Coala FC（2009年、2011年、2013年 - 2015年、2017年 - 2018年）
- 志保FC（2010年）

苫小牧地区
- 渡部工業リバーサイドFC（2003年 - 2007年、2009年）
- 駒澤OB・FC（2003年、2007年 - 2010年、2013年、2015年）
- 様似サッカークラブ（2004年 - 2006年）
- あつまスポーツクラブ/ASC北海道（2008年・2019年 - 2021年、2023年） - 北海道リーグ所属
- 苫小牧港開発サッカー部（2011年 - 2012年）
- 浦河FC（2012年 - 2014年、2016年 - 2019年）
- 串と肴まる人サッカー部（2022年）